# Ectopoglossus confusus
Ectopoglossus confusus é uma espécie de anfíbio anuro da família Dendrobatidae. Está presente no Equador. A UICN classificou-a como em perigo crítico.